# Franse Countdown naar de Olympische Zomerspelen van 2024 in Parijs-serie
Frankrijk heeft vanaf 2021 tot en met 2024 jaarlijks een nationale 2 euro herdenkingsmunt uitgegeven ter gelegenheid van de aftelling naar de Olympische Zomerspelen van 2024 in Parijs. In deze serie zijn antieke sporten, zijn waarden, de atleten, maar ook numismatische symbolen en het erfgoed van het gastland belicht. De eerste munt van deze serie is op 21 september 2021 uitgegeven en de laatste munt van deze serie is op 9 januari 2024 uitgegeven. Hieronder staat een tabel met een overzicht van de uitgegeven munten:
| 2021 | 1 | Marianne en het hardlopen - Eiffeltoren      |  | Op het ontwerp wordt Marianne, nationale figuur en icoon van de Franse numismatiek, afgebeeld, die loopt op een “klassieke” manier in verwijzing naar de Olympische Spelen in de Oudheid. Haar silhouet vormt een harmonieus geheel en een gemeenschappelijke as met de Eiffeltoren, een essentieel onderdeel van het Parijs erfgoed. Op de achtergrond wordt een atletiekbaan afgebeeld met links daarop het embleem van Parijs 2024. Het jaar van uitgifte, de vermelding “RF” en de munttekens staan onder de boog van de Eiffeltoren. Op de buitenste ring van de munt staan de twaalf sterren van de Europese vlag afgebeeld. | Op het ontwerp wordt Marianne, nationale figuur en icoon van de Franse numismatiek, afgebeeld, die loopt op een “klassieke” manier in verwijzing naar de Olympische Spelen in de Oudheid. Haar silhouet vormt een harmonieus geheel en een gemeenschappelijke as met de Eiffeltoren, een essentieel onderdeel van het Parijs erfgoed. Op de achtergrond wordt een atletiekbaan afgebeeld met links daarop het embleem van Parijs 2024. Het jaar van uitgifte, de vermelding “RF” en de munttekens staan onder de boog van de Eiffeltoren. Op de buitenste ring van de munt staan de twaalf sterren van de Europese vlag afgebeeld. | Op het ontwerp wordt Marianne, nationale figuur en icoon van de Franse numismatiek, afgebeeld, die loopt op een “klassieke” manier in verwijzing naar de Olympische Spelen in de Oudheid. Haar silhouet vormt een harmonieus geheel en een gemeenschappelijke as met de Eiffeltoren, een essentieel onderdeel van het Parijs erfgoed. Op de achtergrond wordt een atletiekbaan afgebeeld met links daarop het embleem van Parijs 2024. Het jaar van uitgifte, de vermelding “RF” en de munttekens staan onder de boog van de Eiffeltoren. Op de buitenste ring van de munt staan de twaalf sterren van de Europese vlag afgebeeld. | Op het ontwerp wordt Marianne, nationale figuur en icoon van de Franse numismatiek, afgebeeld, die loopt op een “klassieke” manier in verwijzing naar de Olympische Spelen in de Oudheid. Haar silhouet vormt een harmonieus geheel en een gemeenschappelijke as met de Eiffeltoren, een essentieel onderdeel van het Parijs erfgoed. Op de achtergrond wordt een atletiekbaan afgebeeld met links daarop het embleem van Parijs 2024. Het jaar van uitgifte, de vermelding “RF” en de munttekens staan onder de boog van de Eiffeltoren. Op de buitenste ring van de munt staan de twaalf sterren van de Europese vlag afgebeeld. | Op het ontwerp wordt Marianne, nationale figuur en icoon van de Franse numismatiek, afgebeeld, die loopt op een “klassieke” manier in verwijzing naar de Olympische Spelen in de Oudheid. Haar silhouet vormt een harmonieus geheel en een gemeenschappelijke as met de Eiffeltoren, een essentieel onderdeel van het Parijs erfgoed. Op de achtergrond wordt een atletiekbaan afgebeeld met links daarop het embleem van Parijs 2024. Het jaar van uitgifte, de vermelding “RF” en de munttekens staan onder de boog van de Eiffeltoren. Op de buitenste ring van de munt staan de twaalf sterren van de Europese vlag afgebeeld. |
| 2022 | 2 | Genius en het discuswerpen - Arc de Triomphe |  | Het ontwerp toont het genie, een nationaal figuur en icoon van de Franse numismatiek. De gevleugelde figuur wordt afgebeeld als een atleet die op een “klassieke” manier discuswerpen oefent, als verwijzing naar de Olympische Spelen in de klassieke oudheid. Zijn silhouet versmelt met de Arc de Triomphe, een essentieel element van het Parijse erfgoed. Het vormt een gemeenschappelijke as met dit monument dat de overwinning symboliseert. Op de achtergrond wordt een atletiekbaan afgebeeld met rechts het embleem van Parijs 2024. Het jaar van uitgifte, de vermelding “RF” en de munttekens zijn onder de boog en aan de voet van de Arc aangebracht. Op de buitenste ring van de munt staan de twaalf sterren van de Europese vlag afgebeeld. | Het ontwerp toont het genie, een nationaal figuur en icoon van de Franse numismatiek. De gevleugelde figuur wordt afgebeeld als een atleet die op een “klassieke” manier discuswerpen oefent, als verwijzing naar de Olympische Spelen in de klassieke oudheid. Zijn silhouet versmelt met de Arc de Triomphe, een essentieel element van het Parijse erfgoed. Het vormt een gemeenschappelijke as met dit monument dat de overwinning symboliseert. Op de achtergrond wordt een atletiekbaan afgebeeld met rechts het embleem van Parijs 2024. Het jaar van uitgifte, de vermelding “RF” en de munttekens zijn onder de boog en aan de voet van de Arc aangebracht. Op de buitenste ring van de munt staan de twaalf sterren van de Europese vlag afgebeeld. | Het ontwerp toont het genie, een nationaal figuur en icoon van de Franse numismatiek. De gevleugelde figuur wordt afgebeeld als een atleet die op een “klassieke” manier discuswerpen oefent, als verwijzing naar de Olympische Spelen in de klassieke oudheid. Zijn silhouet versmelt met de Arc de Triomphe, een essentieel element van het Parijse erfgoed. Het vormt een gemeenschappelijke as met dit monument dat de overwinning symboliseert. Op de achtergrond wordt een atletiekbaan afgebeeld met rechts het embleem van Parijs 2024. Het jaar van uitgifte, de vermelding “RF” en de munttekens zijn onder de boog en aan de voet van de Arc aangebracht. Op de buitenste ring van de munt staan de twaalf sterren van de Europese vlag afgebeeld. | Het ontwerp toont het genie, een nationaal figuur en icoon van de Franse numismatiek. De gevleugelde figuur wordt afgebeeld als een atleet die op een “klassieke” manier discuswerpen oefent, als verwijzing naar de Olympische Spelen in de klassieke oudheid. Zijn silhouet versmelt met de Arc de Triomphe, een essentieel element van het Parijse erfgoed. Het vormt een gemeenschappelijke as met dit monument dat de overwinning symboliseert. Op de achtergrond wordt een atletiekbaan afgebeeld met rechts het embleem van Parijs 2024. Het jaar van uitgifte, de vermelding “RF” en de munttekens zijn onder de boog en aan de voet van de Arc aangebracht. Op de buitenste ring van de munt staan de twaalf sterren van de Europese vlag afgebeeld. | Het ontwerp toont het genie, een nationaal figuur en icoon van de Franse numismatiek. De gevleugelde figuur wordt afgebeeld als een atleet die op een “klassieke” manier discuswerpen oefent, als verwijzing naar de Olympische Spelen in de klassieke oudheid. Zijn silhouet versmelt met de Arc de Triomphe, een essentieel element van het Parijse erfgoed. Het vormt een gemeenschappelijke as met dit monument dat de overwinning symboliseert. Op de achtergrond wordt een atletiekbaan afgebeeld met rechts het embleem van Parijs 2024. Het jaar van uitgifte, de vermelding “RF” en de munttekens zijn onder de boog en aan de voet van de Arc aangebracht. Op de buitenste ring van de munt staan de twaalf sterren van de Europese vlag afgebeeld. |
| 2023 | 3 | De zaaister en de pugilistiek – Pont Neuf    |  | Op de munt is “la semeuse” (de zaaister) afgebeeld, een nationale figuur en icoon van Franse numismatiek. Zij oefent zich in de pugilistiek (vuistkampen), de voorloper van het moderne boksen, een verwijzing naar de Olympische Spelen in de klassieke oudheid. Haar silhouet staat voor de Pont Neuf en de omgeving ervan, die zo kenmerkend zijn voor een van de belangrijkste elementen van het Parijse landschap, het Île de la Cité. Op de achtergrond wordt een atletiekbaan afgebeeld met rechts het embleem van Parijs 2024. Het jaar van uitgifte, de vermelding “RF” en de munttekens zijn te zien onder de boog, op brugleuning en in de Seine. Op de buitenste ring van de munt staan de twaalf sterren van de Europese vlag afgebeeld.         | Op de munt is “la semeuse” (de zaaister) afgebeeld, een nationale figuur en icoon van Franse numismatiek. Zij oefent zich in de pugilistiek (vuistkampen), de voorloper van het moderne boksen, een verwijzing naar de Olympische Spelen in de klassieke oudheid. Haar silhouet staat voor de Pont Neuf en de omgeving ervan, die zo kenmerkend zijn voor een van de belangrijkste elementen van het Parijse landschap, het Île de la Cité. Op de achtergrond wordt een atletiekbaan afgebeeld met rechts het embleem van Parijs 2024. Het jaar van uitgifte, de vermelding “RF” en de munttekens zijn te zien onder de boog, op brugleuning en in de Seine. Op de buitenste ring van de munt staan de twaalf sterren van de Europese vlag afgebeeld.         | Op de munt is “la semeuse” (de zaaister) afgebeeld, een nationale figuur en icoon van Franse numismatiek. Zij oefent zich in de pugilistiek (vuistkampen), de voorloper van het moderne boksen, een verwijzing naar de Olympische Spelen in de klassieke oudheid. Haar silhouet staat voor de Pont Neuf en de omgeving ervan, die zo kenmerkend zijn voor een van de belangrijkste elementen van het Parijse landschap, het Île de la Cité. Op de achtergrond wordt een atletiekbaan afgebeeld met rechts het embleem van Parijs 2024. Het jaar van uitgifte, de vermelding “RF” en de munttekens zijn te zien onder de boog, op brugleuning en in de Seine. Op de buitenste ring van de munt staan de twaalf sterren van de Europese vlag afgebeeld.         | Op de munt is “la semeuse” (de zaaister) afgebeeld, een nationale figuur en icoon van Franse numismatiek. Zij oefent zich in de pugilistiek (vuistkampen), de voorloper van het moderne boksen, een verwijzing naar de Olympische Spelen in de klassieke oudheid. Haar silhouet staat voor de Pont Neuf en de omgeving ervan, die zo kenmerkend zijn voor een van de belangrijkste elementen van het Parijse landschap, het Île de la Cité. Op de achtergrond wordt een atletiekbaan afgebeeld met rechts het embleem van Parijs 2024. Het jaar van uitgifte, de vermelding “RF” en de munttekens zijn te zien onder de boog, op brugleuning en in de Seine. Op de buitenste ring van de munt staan de twaalf sterren van de Europese vlag afgebeeld.         | Op de munt is “la semeuse” (de zaaister) afgebeeld, een nationale figuur en icoon van Franse numismatiek. Zij oefent zich in de pugilistiek (vuistkampen), de voorloper van het moderne boksen, een verwijzing naar de Olympische Spelen in de klassieke oudheid. Haar silhouet staat voor de Pont Neuf en de omgeving ervan, die zo kenmerkend zijn voor een van de belangrijkste elementen van het Parijse landschap, het Île de la Cité. Op de achtergrond wordt een atletiekbaan afgebeeld met rechts het embleem van Parijs 2024. Het jaar van uitgifte, de vermelding “RF” en de munttekens zijn te zien onder de boog, op brugleuning en in de Seine. Op de buitenste ring van de munt staan de twaalf sterren van de Europese vlag afgebeeld.         |
| 2024 | 4 | Hercules en het worstelen - Notre-Dame       |  | Op dit ontwerp staat Hercules afgebeeld, een nationale figuur en een icoon in de Franse numismatiek, die een vorm van antiek worstelen beoefent met de Chimera van Notre-Dame. Dit verwijst naar de klassieke Olympische Spelen. Beide worstelaars worden afgebeeld voor de Notre Dame. Op de achtergrond staat een atletiekbaan met links het embleem van Parijs 2024. Het jaar van uitgifte, de vermelding "RF" voor de Franse Republiek en de munttekens staan vermeld op de atletiekbaan. Op de buitenste ring van de munt staan de twaalf sterren van de Europese vlag afgebeeld. | Op dit ontwerp staat Hercules afgebeeld, een nationale figuur en een icoon in de Franse numismatiek, die een vorm van antiek worstelen beoefent met de Chimera van Notre-Dame. Dit verwijst naar de klassieke Olympische Spelen. Beide worstelaars worden afgebeeld voor de Notre Dame. Op de achtergrond staat een atletiekbaan met links het embleem van Parijs 2024. Het jaar van uitgifte, de vermelding "RF" voor de Franse Republiek en de munttekens staan vermeld op de atletiekbaan. Op de buitenste ring van de munt staan de twaalf sterren van de Europese vlag afgebeeld. | Op dit ontwerp staat Hercules afgebeeld, een nationale figuur en een icoon in de Franse numismatiek, die een vorm van antiek worstelen beoefent met de Chimera van Notre-Dame. Dit verwijst naar de klassieke Olympische Spelen. Beide worstelaars worden afgebeeld voor de Notre Dame. Op de achtergrond staat een atletiekbaan met links het embleem van Parijs 2024. Het jaar van uitgifte, de vermelding "RF" voor de Franse Republiek en de munttekens staan vermeld op de atletiekbaan. Op de buitenste ring van de munt staan de twaalf sterren van de Europese vlag afgebeeld. | Op dit ontwerp staat Hercules afgebeeld, een nationale figuur en een icoon in de Franse numismatiek, die een vorm van antiek worstelen beoefent met de Chimera van Notre-Dame. Dit verwijst naar de klassieke Olympische Spelen. Beide worstelaars worden afgebeeld voor de Notre Dame. Op de achtergrond staat een atletiekbaan met links het embleem van Parijs 2024. Het jaar van uitgifte, de vermelding "RF" voor de Franse Republiek en de munttekens staan vermeld op de atletiekbaan. Op de buitenste ring van de munt staan de twaalf sterren van de Europese vlag afgebeeld. | Op dit ontwerp staat Hercules afgebeeld, een nationale figuur en een icoon in de Franse numismatiek, die een vorm van antiek worstelen beoefent met de Chimera van Notre-Dame. Dit verwijst naar de klassieke Olympische Spelen. Beide worstelaars worden afgebeeld voor de Notre Dame. Op de achtergrond staat een atletiekbaan met links het embleem van Parijs 2024. Het jaar van uitgifte, de vermelding "RF" voor de Franse Republiek en de munttekens staan vermeld op de atletiekbaan. Op de buitenste ring van de munt staan de twaalf sterren van de Europese vlag afgebeeld. |